# François Roaldès
François Roaldès, né en 1519 et décédé en octobre 1589, était un juriste, professeur à l'Université de Cahors. Il a aussi enseigné comme son collègue Cujas à l'Université de Valence en France. Il est l'auteur de nombreux ouvrages de droit, écrits pour la plupart en latin et de l'un des rares ouvrages sur la viticulture du XVIe siècle, Discours de la vigne.
Son œuvre de jurisconsulte a fait l'objet d'une étude de Pascal Guébin, Les Commentaires du jurisconsulte François Roaldès sur l’Histoire albigeoise de Pierre des Vaux de Cernay, (Revue historique de droit français et étranger, 3, 1924, p. 369.)